# Herren vom Stain

Wappen derer vom Stain

Die Familie vom Stain (oft ungenau „von Stein“ genannt) ist ein weitverzweigtes Geschlecht des schwäbischen Uradels. Vier Linien der Familie wurden im 17. Jahrhundert in den Freiherrenstand erhoben, der Niederstotzinger Zweig 1779 in den Grafenstand. Alle Linien der Stains, von denen viele Familien des süddeutschen Adels abstammen, sind erloschen.

## Geschichte

### Herkunft

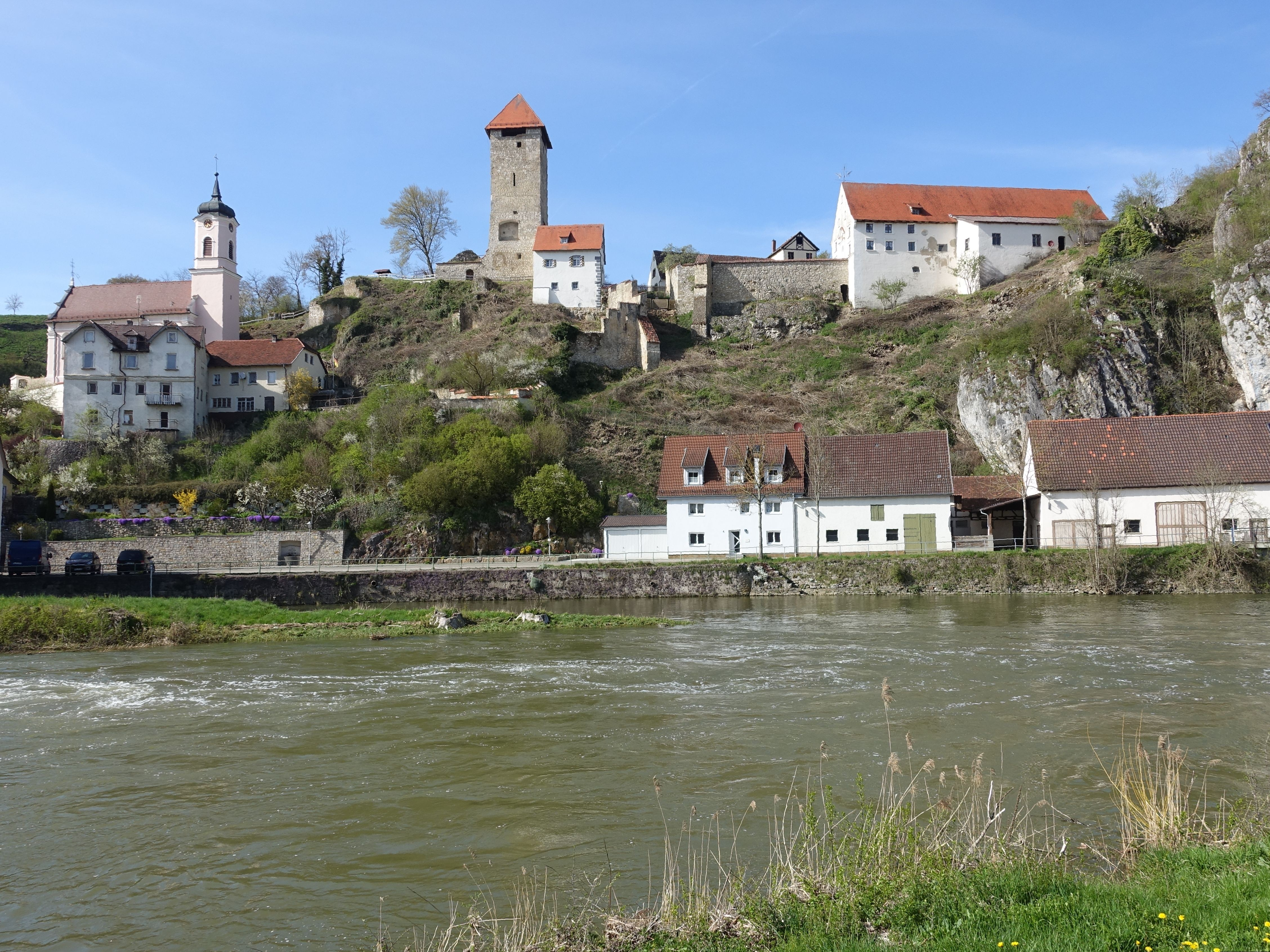
Burg Rechtenstein an der Donau

Die Herren von Stain waren ursprünglich Ministeriale.
Der Name der Familie leitet sich mit größter Wahrscheinlichkeit von ihrem Stammsitz, der Burg Rechtenstein an der Oberen Donau im heutigen Baden-Württemberg ab, die erstmals 1331 als solche urkundlich erwähnt wird; damals saß ein Berthold vom Stain auf ihr und nannte sich erstmals Stain vom Rechtenstein, um sich von anderen Stammeslinien zu unterscheiden.
Die Stains sind von demselben Stamm wie die späteren Grafen von Stadion und die Herren von Pflummern und führen auch dasselbe Wappen. Eine kontinuierliche Stammreihe der Familie vom Stain, von der alle späteren Linien abzweigen, beginnt mit Berthold vom Stain zu Klingenstein, Bermaringen und Ronsberg um die Mitte des 14. Jahrhunderts.

### Die Familie im Mittelalter
Herren von Stain sind im Mittelalter im geistlichen Stand vertreten, so ist z. B. der Mönch Gerung vom Stain 1156 in Jerusalem nachgewiesen, und sein Verwandter Eberhard vom Stain war von 1283 bis 1327 Abt des Klosters Zwiefalten; bis ins 18. Jahrhundert gehörten Familienmitglieder als Domherren den süddeutschen Domkapiteln an, besonders häufig sind sie in Konstanz nachgewiesen.
1174 begleiteten Mitglieder der Familie Kaiser Friedrich Barbarossa auf seiner Reise nach Italien.
Eberhard und Wolf von Stain waren als deutsche Ritter Mitglieder einer Reiterschar, die im Jahr 1361 Kriegsdienste gegen Sold im Auftrag verschiedener italienischer Herrscher leisteten. Anführer der Reiterschar war Heinrich von Eglingen. Über die Reiterschar ist einiges weiteres aus einer Urkunde von 1361 bekannt, das Original dieser Urkunde wird im Archivio di Stato di Mantova aufbewahrt.
Durch geschicktes Heiraten und kluges Wirtschaften stiegen die Stains (wenn man alle Familienlinien zusammen betrachtet) zu den größten Grundbesitzern unter dem niederen Adel auf und konnten diese Position auch halten. So saßen sie bis ins 19. Jahrhundert in zeitweise über 50 Herrschaften in Süddeutschland, vor allem in Schwaben (u. a. Rechtenstein, Klingenstein, Bermaringen, Uttenweiler, Emerkingen, Harthausen, Reisensburg, Ronsberg, Konzenberg, Ichenhausen, Niederstotzingen, Bächingen, Bergenweiler, Jettingen, Mattsies, Eberstall).

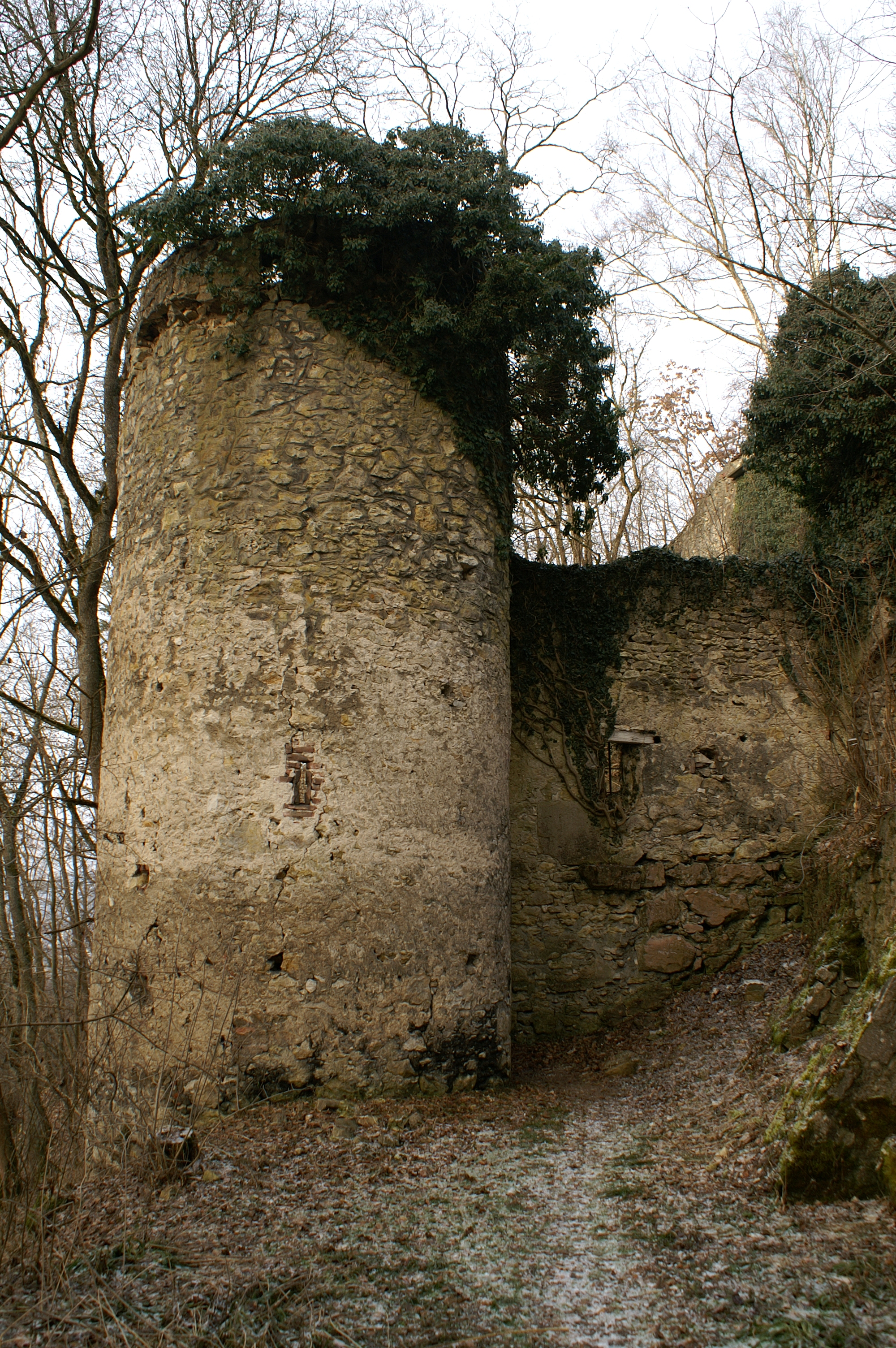
Burg Klingenstein (im 11. Jh. erbaut, nach 1588 aufgegeben)
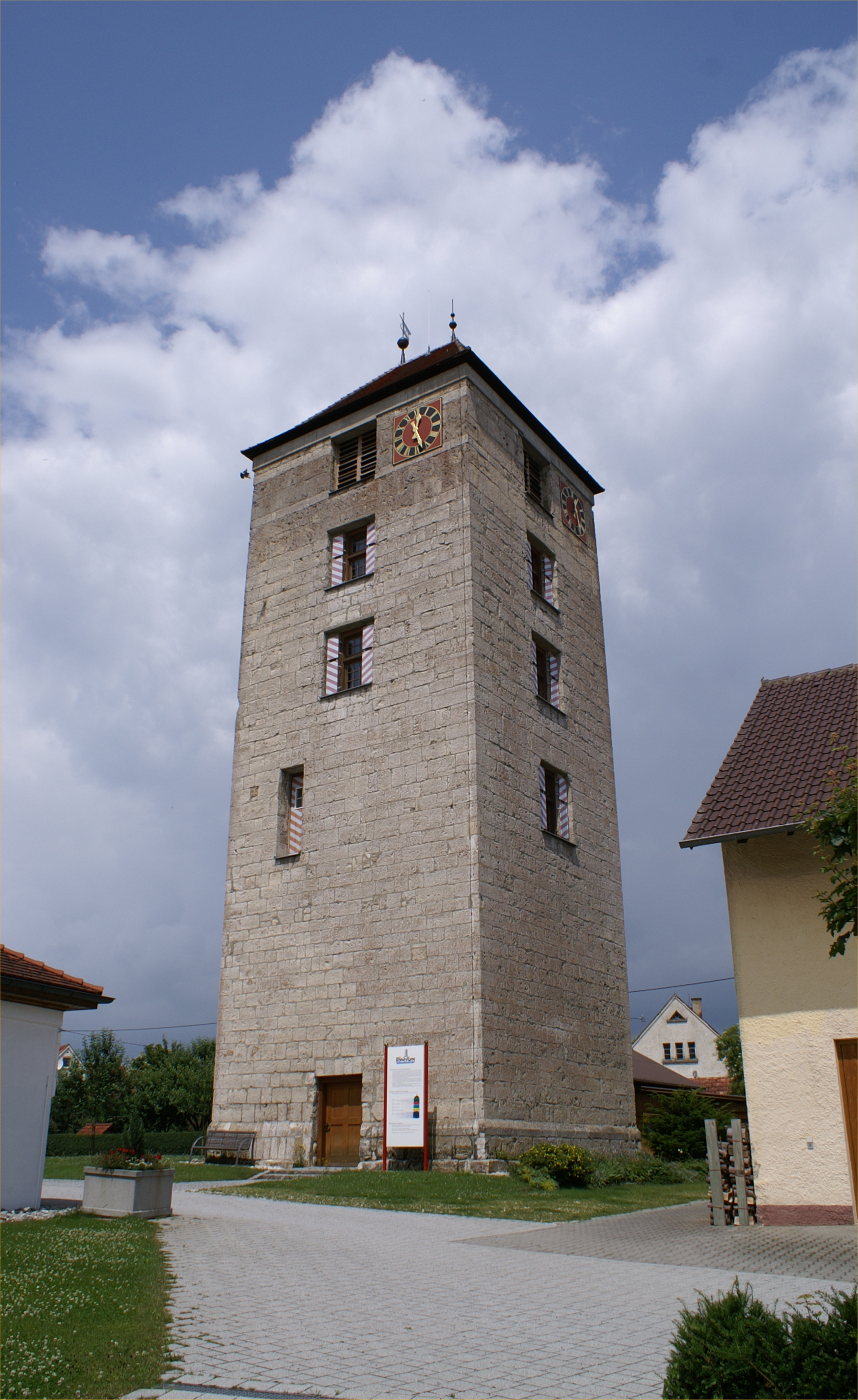
Burg Emerkingen
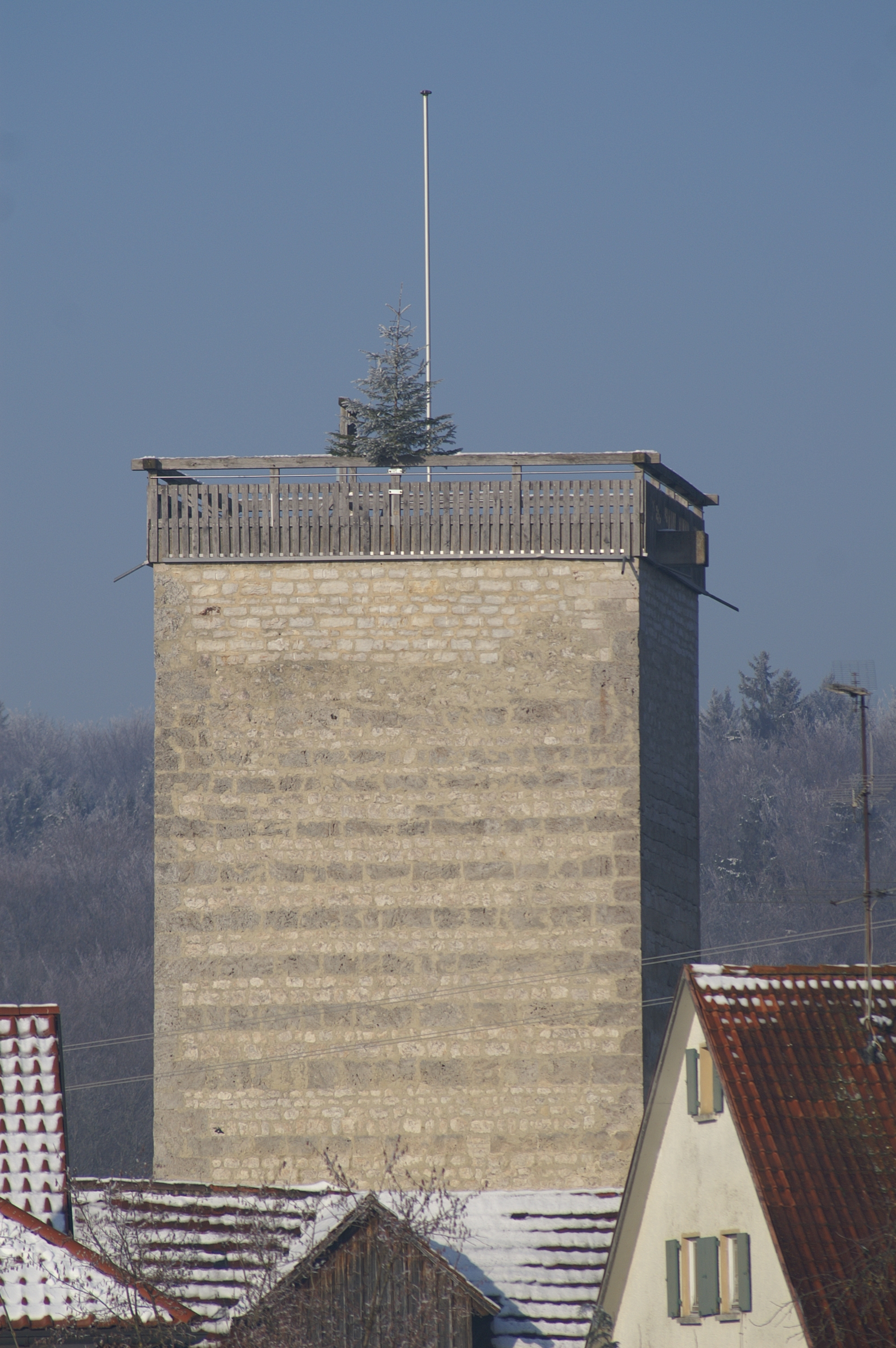
Burg Reichenstein

### Die Familie in der Neuzeit
Der überwiegende Teil der Stains blieb katholisch. Ein Sonderfall war dabei Niederstotzingen. Dieses kam 1457/58 im Tausch gegen Konzenberg an die Familie. 1550 teilten die Erben des Bernhard vom Stain die Herrschaft in zwei Teile: die „burgschlossische“ (nach dem älteren Sitz der Ortsherrschaft, dem Burgschloss, benannt) und die „steinhausische“ Hälfte, benannt nach dem Steinhaus, einem jüngeren Herrschaftssitz. 1565 führte Heinrich vom Stain, ein bedeutender Kriegsmann, in seinem Stadtteil die Reformation ein, während sein Bruder mit der steinhausischen Hälfte der alten Religion treu blieb. So war die Untertanenschaft über Jahrhunderte hinweg religiös gespalten; die Niederstotzinger Kirche wurde bis 1960 simultan benutzt.
1611 wurde als erster des weitverzweigten Geschlechtes der evangelische Reichsritter Leopold Karl vom Stain († 1628) von Kaiser Rudolf II. in den Freiherrenstand erhoben, dessen männliche Nachkommen bis 1790 auf Bächingen und bis 1809 auf Niederstotzingen saßen. Sein katholischer Cousin Heinrich vom Stain († 1624) erfuhr dieselbe Nobilitierung etwas später, im Jahre 1623; ihm und seinen Nachkommen wurde gleichzeitig das Prädikat „zum Rechtenstein“ verbindlich verliehen, sodass sie sich ab jetzt offiziell „Freiherren vom Stain zum Rechtenstein“ nennen durften. Es waren dies u. a. die jüngere Rechtensteiner (1743 erloschen) und die Ichenhauser Linie (1952 erloschen) sowie die katholische Niederstotzinger Linie (bis 1663).
Während des Dreißigjährigen Krieges stand insbesondere der Bächinger Familienzweig in hohem Ansehen, was die Kontakte zum Hochadel dieser Zeit belegen; u. a. wurde so Karl Ludwig, der Sohn des Freiherrn Friedrich vom Stain zu Bächingen, am 13. Oktober 1632 vom schwedischen König Gustav Adolf auf Schloss Hellenstein in Heidenheim aus der Taufe gehoben. Darüber hinaus wurde Friedrichs Bruder David vom Stain, weil er fließend Französisch sprach, 1646 vom Rat der schwer gebrandmarkten Reichsstadt Giengen gebeten, sich für die Stadt einzusetzen, damit sie nicht auch noch von Osten her einen Angriff zu befürchten habe.
Später brachte es besonders die evangelische Niederstotzinger Linie durch Einheiraten in hochadelige Familien wie Watteville, Ursel und Maldeghem zu hohem Rang. 1779 wurde als krönender Abschluss einer fast 1000-jährigen Familiengeschichte der kinderlose Freiherr Karl Leopold vom Stain (* 1729; † 1809) zu Niederstotzingen, verheiratet mit Herzogin Charlotte Philippine von Ursel, von Kaiser Joseph II. in den Grafenstand erhoben. Karl Leopold stand in engem Kontakt zum Kaiserhof und häufte Titel, Ämter und Reichtum an; aus seinem Besitz wurde 1809/10 Silber an die Stadt Ulm entliehen, als dort der Besuch von Erzherzogin Marie Luise, Napoleons künftiger Gemahlin bevorstand.
Mit dem Tod von Ernst-Friedrich Reichsfreiherr von Stain zum Rechtenstein (1936–2018), letzter Namensträger der Familie von Stain zum Rechtenstein, sind alle Familienlinien (zeitweise 32 Linien) und Familienmitglieder ausgestorben.

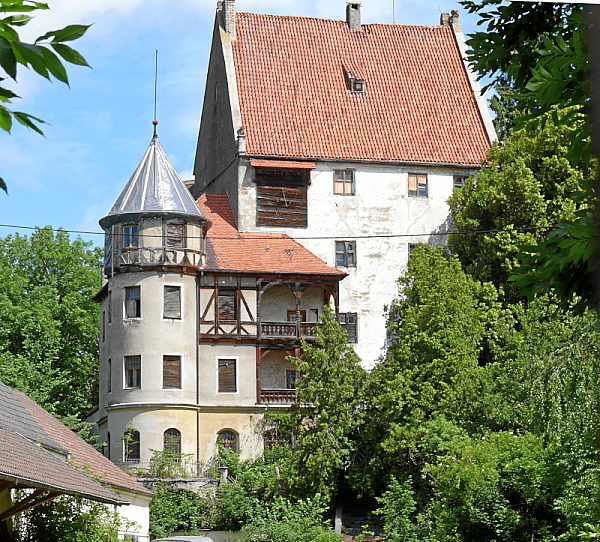
Schloss Mattsies (1458 bis 1598 im Besitz)
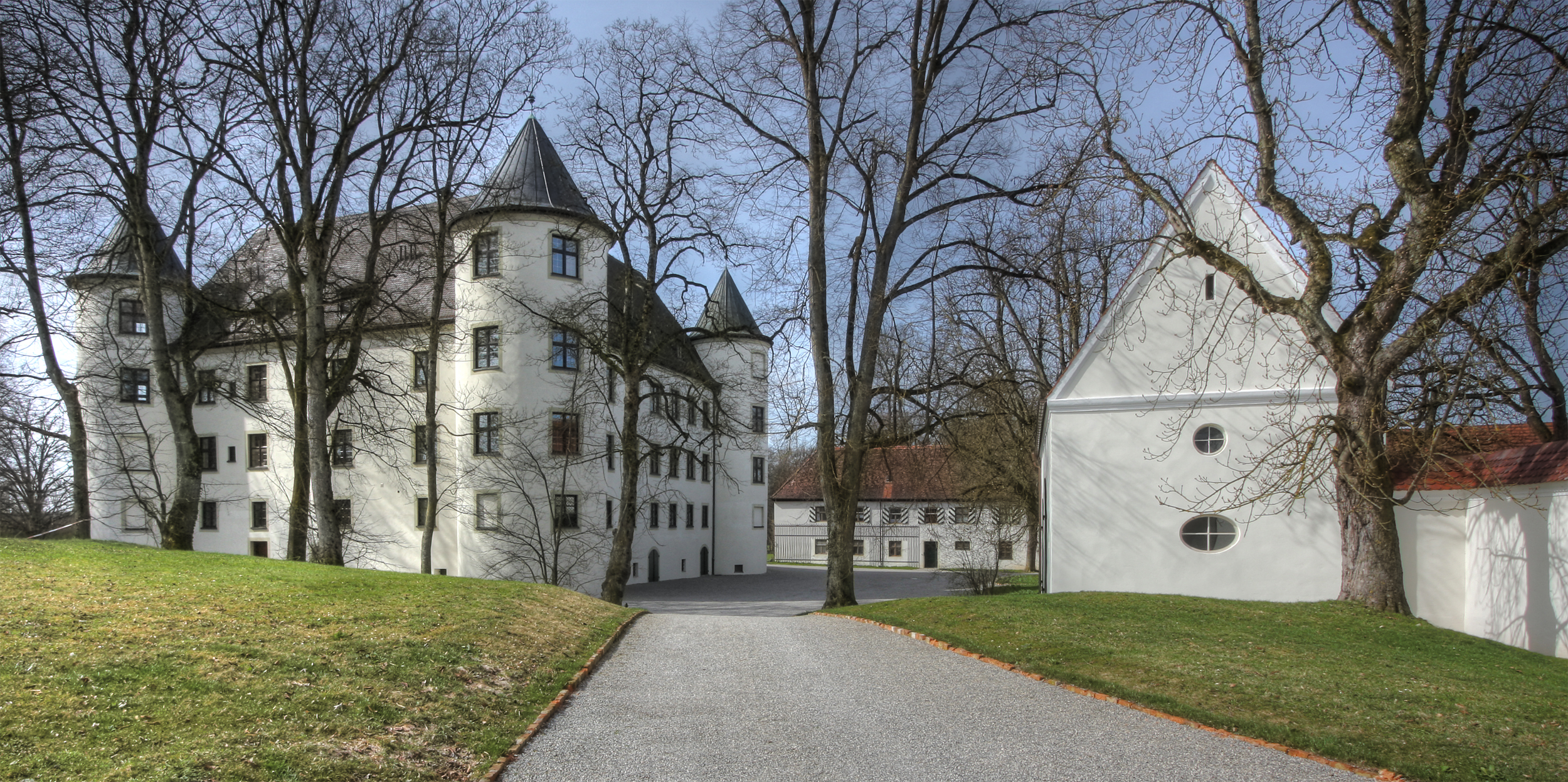
Schloss Jettingen (1460 bis 1747 im Besitz)
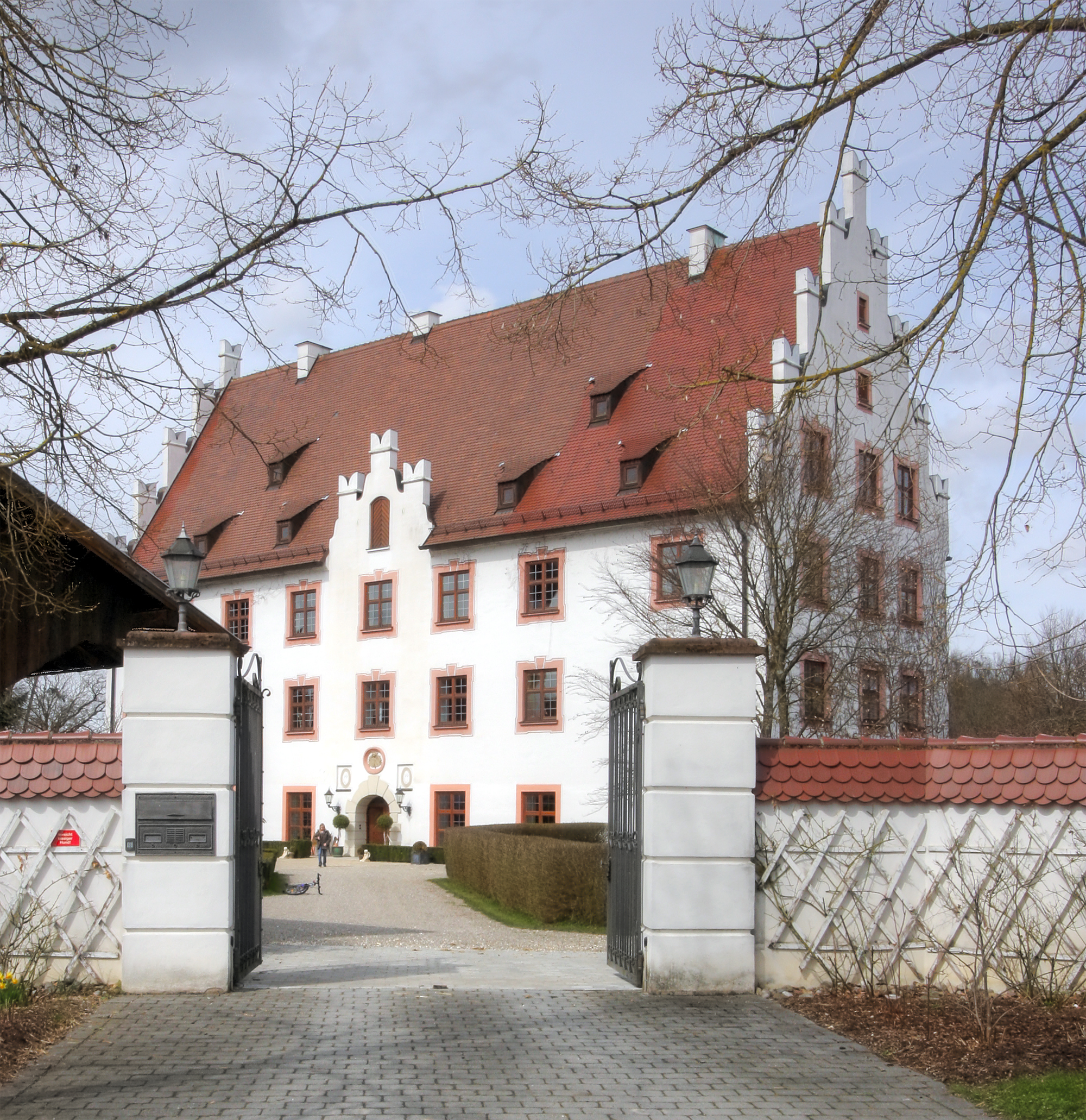
Schloss Eberstall (1504 bis 1716 im Besitz)
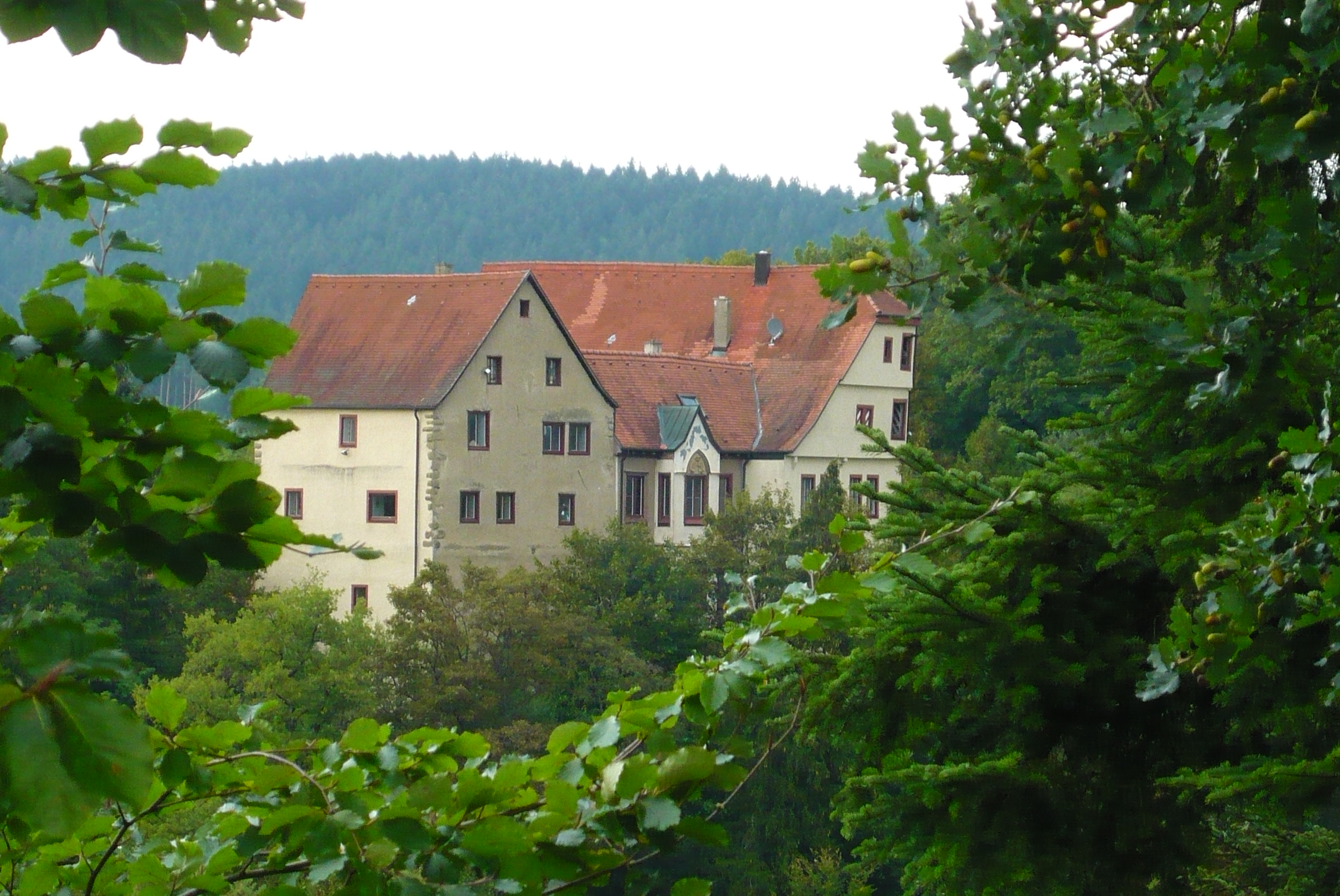
Schloss Harthausen (später Lichtenegg genannt, 1549 bis 1870 im Besitz)
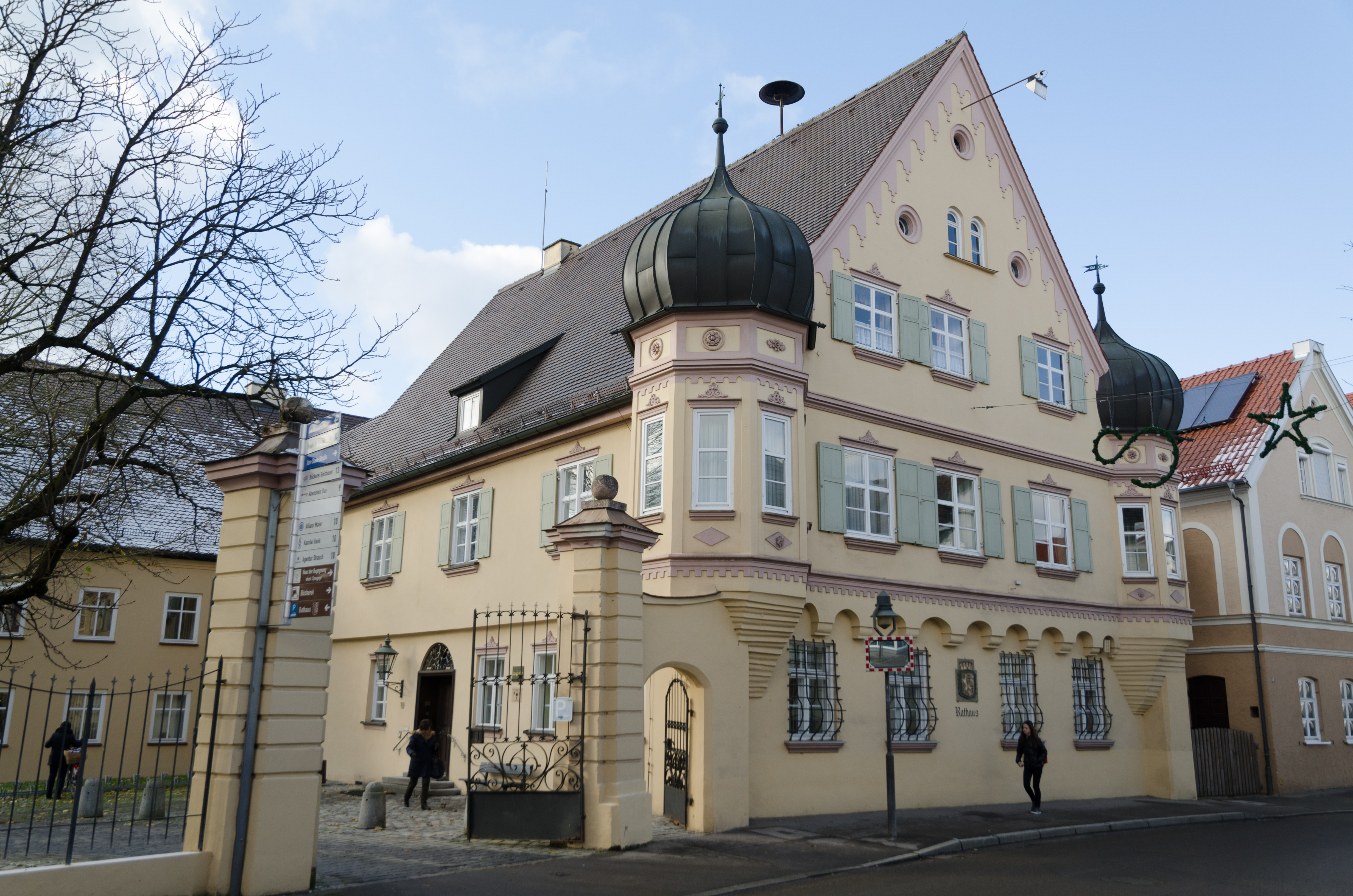
Oberes Schloss Ichenhausen (ab 1574 im Besitz)
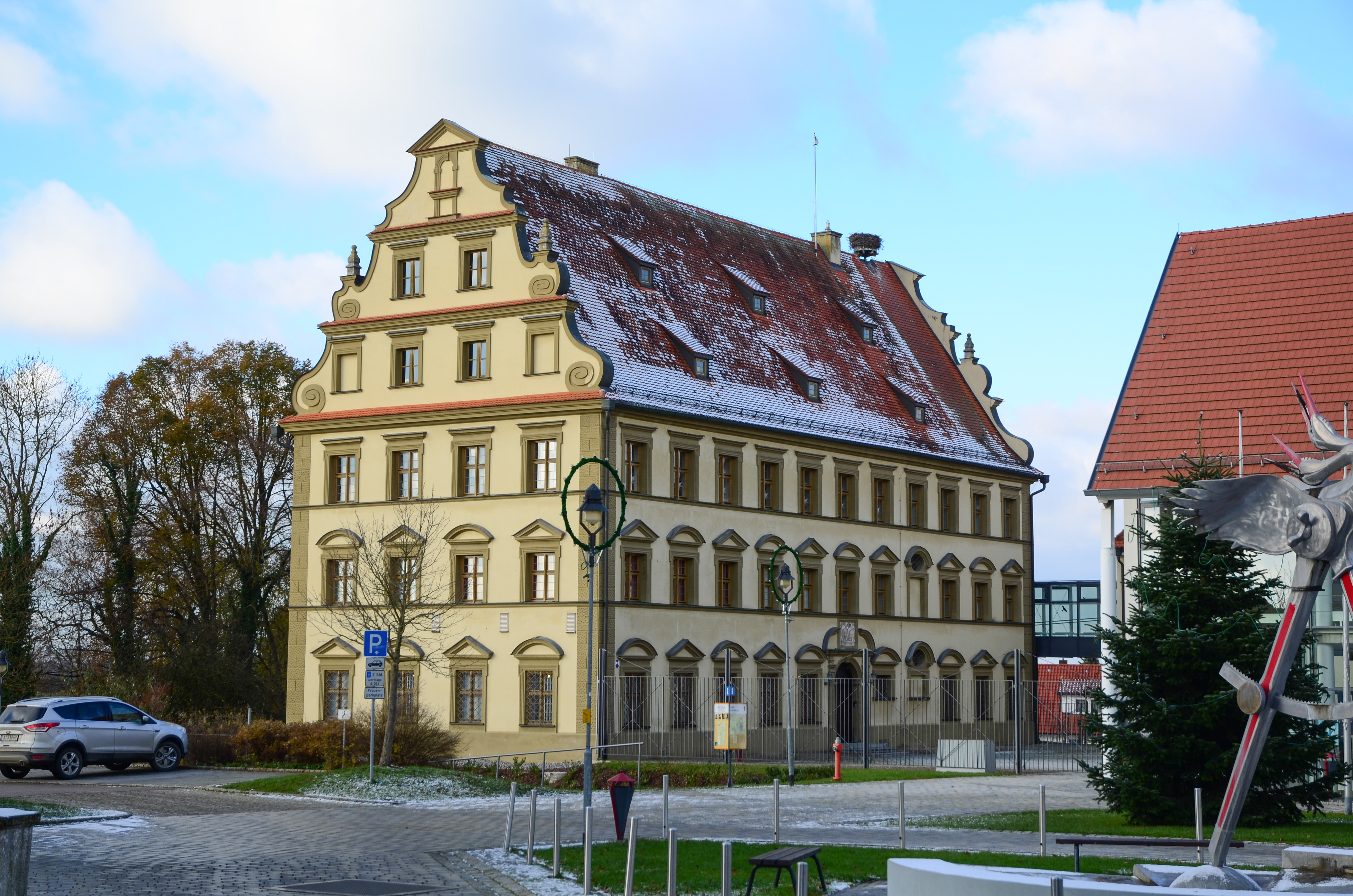
Unteres Schloss Ichenhausen (ab 1574 im Besitz)
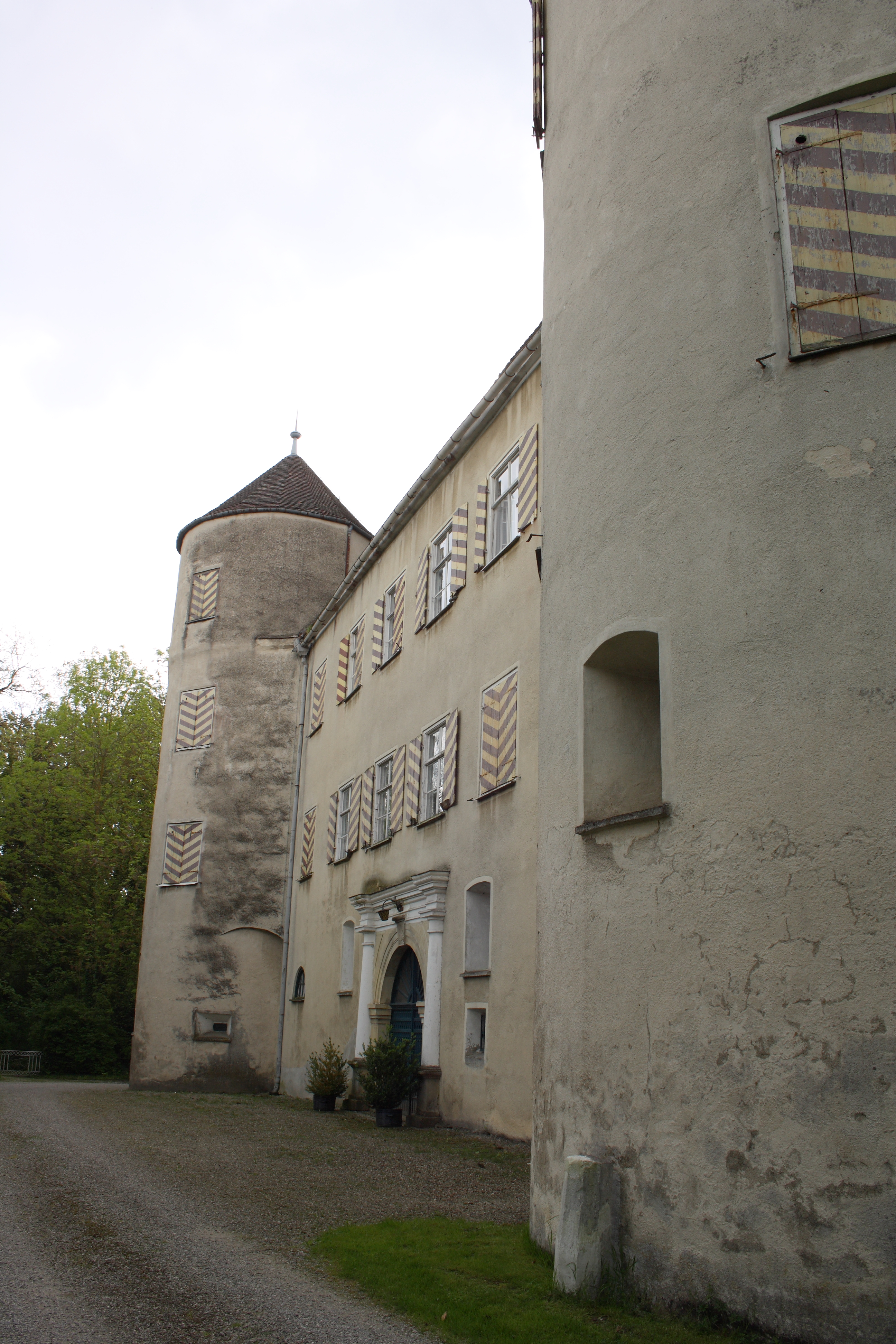
Schloss Bächingen (1594 bis 1790 im Besitz)

## Wappen
Das Wappen der Familie zeigt drei auf Gold übereinander liegende, mit den Haken abwärts gekehrte schwarze Wolfsangeln; auf dem Helm mit schwarz-gelben Decken eine goldene Wolfsangel, deren aufwärts gekehrte Haken mit einem natürlichen Pfauenspiegel bestückt sind. Die Nachkommen des Freiherren Leopold Karl vom Stain trugen ab 1611 ein mit Elementen des Wappens der verwandten Herren von Schwarzenberg gemehrtes Wappen, wohingegen die Nachkommenschaft des Freiherren Heinrich vom Stain ab 1623 ebenfalls ein gemehrtes Wappen führte. Die Wolfsangeln blieben nach wie vor Erkennungszeichen beider Linien und erinnern heute noch als Teil vieler Gemeindewappen an die einstige Herrscherfamilie.

Historische Wappenbilder
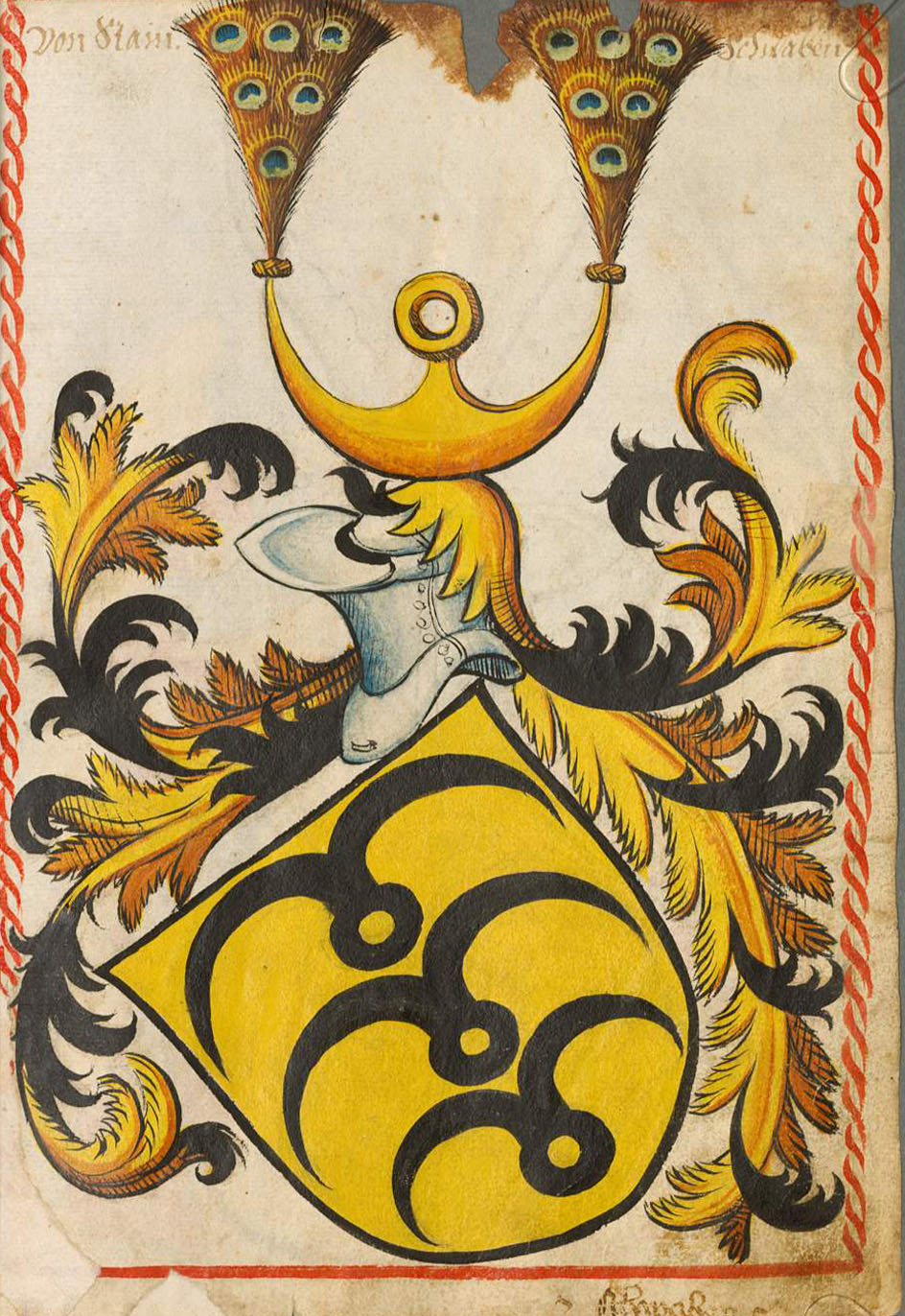
Wappen derer vom Stain aus dem Scheiblerschen Wappenbuch 1450–1480
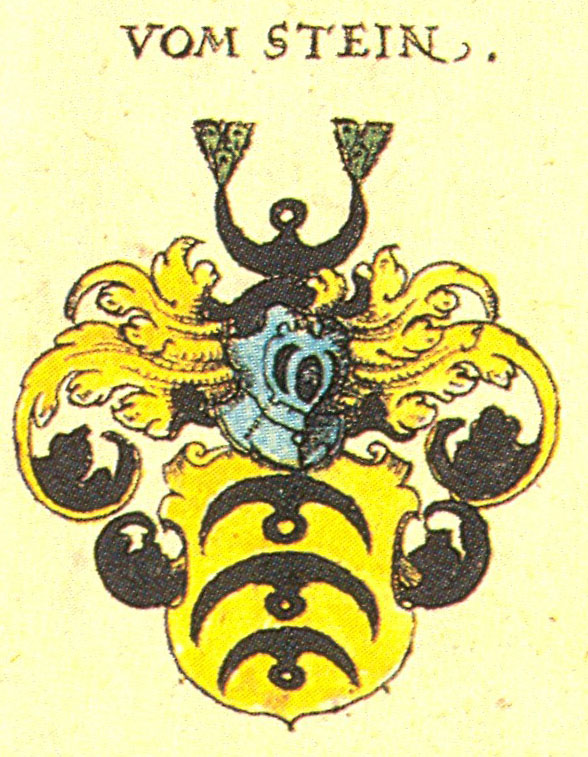
Wappen derer vom Stain aus Siebmachers Wappenbuch 1605
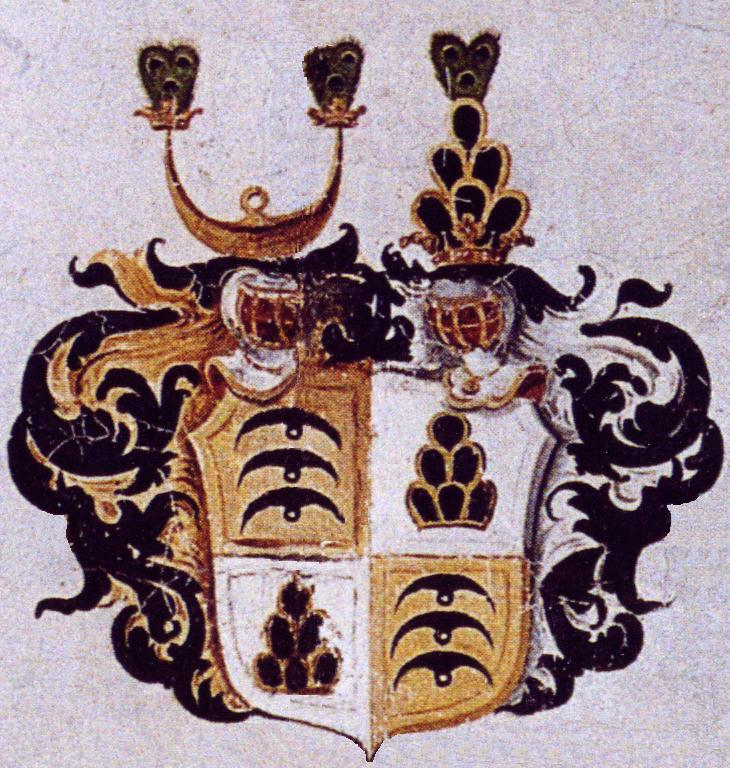
Wappen der Nachkommen Leopold Karls vom Stain (1611)
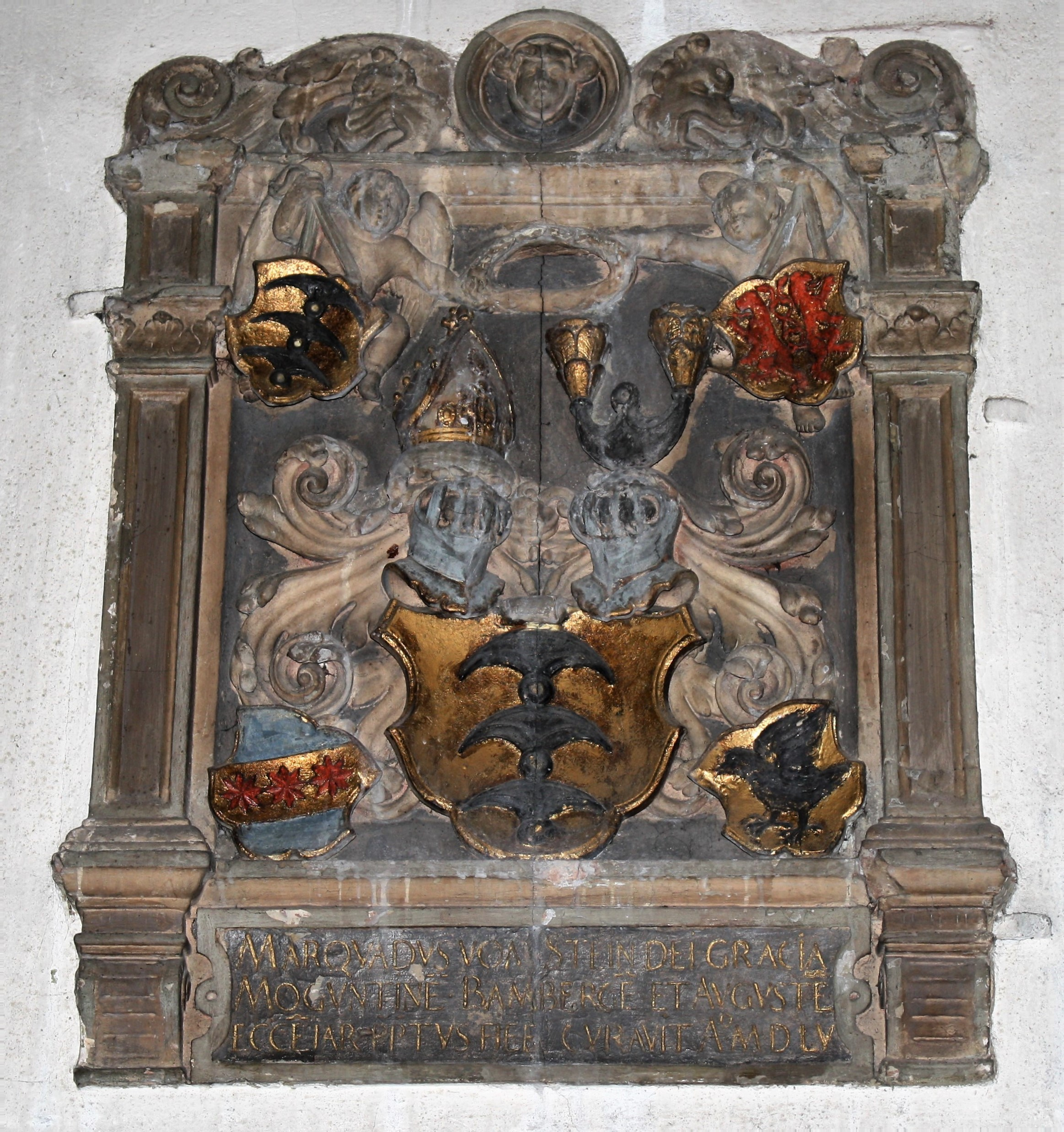
Gedenkstein des Marquard vom Stein (Stain) in St. Martin (Lorch) (1555)

## Bedeutende Familienmitglieder
- Marquart vom Stein (französisch Marc de la Pierre; * 1425/35; † 1495/96), württembergischer Landvogt in Mömpelgard (Montbéliard), Herr von Blumberg (Florimont), Übersetzer des Ritters vom Turn (1493)
- Eitelwolf von Stein zu Steinegg (* 1465/66; † 1515), Humanist, Kurfürstlicher Rat und Diplomat
- Heinrich vom Stain († 1605 in Bergenweiler), Generalleutnant der französischen Krone und des Schwäbischen Kreises, kaiserlicher Kriegsrat und Obrist, Pfleger der Stadt Gundelfingen, Oberpfleger der württembergischen Herrschaft Heidenheim, herzoglich württembergischer Rat, markgräflich brandenburg-ansbachischer Hofmeister, Marschall und Rat, herzoglich neuburgischer Rat
- Wolfgang Ludwig Freiherr vom Stain (* 1640 in Bächingen, † 1722 ebenda), Direktor des Kantons Kocher der Schwäbischen Reichsritterschaft, kaiserlicher Rat
- Heinrich Ferdinand Freiherr vom Stain zum Rechtenstein (* 1663, † 1739), Ritter des Malteserordens, Senior der cronfeldschen und Hauptmann der fuggerischen Heeresabteilungen, Komtur in Sulz, Colmar und Mülhausen
- Friedrich Karl Heinrich Freiherr vom Stain (* 1726 in Bächingen, † 1800 in Stuttgart), herzoglich württembergischer Gouverneur zu Stuttgart, Generalleutnant und Kammerherr, Generalmajor des Schwäbischen Kreises, Kommandeur des Johanniterordens zu Lagow und des herzoglich württembergischen Militär-Carls-Ordens
- Karl Leopold vom Stain (* 1729 in Brüssel, † 1809 in Niederstotzingen), k. u. k. Generalfeldzeugmeister, kaiserlicher Kämmerer, geheimer Rat, Inhaber eines Fußregiments, Ritter des Maria-Theresia-Ordens, General in der Lombardei
- Georg von Stein (auch: Georg von Stain; † 1497 in Berlin), oberschwäbischer Adliger; von 1480 bis 1488 Hauptmann der niederschlesischen Herzogtümer und 1481 bis 1490 Landvogt der Oberlausitz; Landeshauptmann des böhmischen Erbfürstentums Schweidnitz-Jauer
- Ernst-Friedrich Reichsfreiherr von Stain zum Rechtenstein (1936–2018), letzter Namensträger der Familie von Stain zum Rechtenstein[1][2]

## Genealogischer Überblick
Die folgende Stammliste erhebt keinen Anspruch auf Vollständigkeit.
Berthold vom Stain, zu Klingenstein, Bermaringen und Ronsberg, gen. 1349–1377
Buppelin vom Stain, zu Klingenstein, Bermaringen und Emerkingen, gen. 1393–1400
1. Eberhard vom Stain, zu Emerkingen, gen. 1410–1461, ⚭ Anna von Freyberg
1. David vom Stain, zu Emerkingen, gen. ab 1441, ⚭ Agnes von Rechberg
Bernhard vom Stain, zu Emerkingen, gen. 1463–1511, ⚭ Anna von Stoffeln
1. Heinrich vom Stain, zu Hürbel, gen. 1522–1537
2. Eberhard vom Stain, Domherr zu Konstanz, gen. 1522–1526
3. Margaretha vom Stain, ⚭ Dietrich von Roth, zu Bußmannshausen
4. Bernhard vom Stain, zu Emerkingen und Niederstotzingen (ab 1525), gen. 1498–1536, ⚭ Anna von Hoheneck (Nachfahrin der Elisabeth von Hoheneck, geb. vom Stain, Erbin der Herrschaft Rechtenstein)
1. Bernhard vom Stain, zu Niederstotzingen, Harthausen, Ichenhausen und Rechtenstein (ab 1557), gen. 1523–1577, Stammvater der jüngeren Rechtensteiner und der Ichenhauser Linie, ⚭ Magdalena Speth von Schülzburg
1. Buppelin vom Stain, zu Niederstotzingen (1582–1603), * 1553
2. Johann Dietrich vom Stain, * 1558
3. Andreas vom Stain, zu Ichenhausen, gen. 1562–1622, ⚭ Maria von Hornstein
Bruno vom Stain, zu Ichenhausen, gen. 1622–1652, ⚭ Barbara Amalia Schilling von Cannstatt
1. Johann Andreas vom Stain
2. Johann Joachim vom Stain
4. Heinrich Freiherr vom Stain zum Rechtenstein, zu Rechtenstein, Harthausen, Emerkingen und Niederstotzingen, † 1624, ⚭ Regina Schad von Mittelbiberach
Johann David Freiherr vom Stain zum Rechtenstein, zu Emerkingen, Harthausen und Niederstotzingen, † 1641, ⚭ Veronika Barbara Freiin Schenk von Stauffenberg
1. Franz Wilhelm Freiherr vom Stain zum Rechtenstein, † 20. Januar 1686, zu Emerkingen, Rechtenstein und Harthausen, ⚭ Maria Juliana Freiin von Laimingen, † 6. Januar 1708
1. Franz Buppelin Freiherr vom Stain zum Rechtenstein, † 20. Januar 1712, ⚭ Maria Anna Josepha von Rechberg
Maria Anna Freiin vom Stain zum Rechtenstein, * 1706, † 1783, ⚭ Kajetan Joseph Graf Fugger, zu Kirchheim, Schmiechen und Türkenfeld
2. Heinrich Ferdinand Freiherr vom Stain zum Rechtenstein, zu Emerkingen, Rechtenstein, Harthausen und Unterstadion,* 1663, † 28. März 1739, Malteserritter und Komtur des Ordens in Sulz, Colmar und Mühlhausen
3. Tiberius Joseph Freiherr vom Stain zum Rechtenstein, † 31. Oktober 1710
4. Franz Wilhelm Freiherr vom Stain zum Rechtenstein, Domherr in Konstanz
5. Barbara Jacobe(a) von Stain zum Rechtenstein, * 1667, † 1. Januar 1730, vermählt mit Johann Friedrich von Ow zu Hirrlingen und Sternegg, kaiserlicher Rittmeister und bischöflich eichstättischer Rat sowie Oberstallmeister und Pfleger zu Dollenstein (Dollnstein)
6. Itta Maria von Stain zum Rechtenstein, † 1713, vermählt mit Christoph Roman von Freyberg
2. Maria Franziska Elisabeth Freiin vom Stain zum Rechtenstein, * 1627, † 1693, ⚭ Friedrich Ferdinand Graf Fugger, zu Untersulmetingen
3. Johanna Franziska Freiin vom Stain zum Rechtenstein, ⚭ Johann Nikolaus Freiherr von Welden
2. David vom Stain, zu Bühl, * 1526, ⚭ Anna vom Weyer (Erbin der Herrschaft Bühl)
1. Leopold Karl Freiherr vom Stain, zu Bühl, Bächingen (ab 1594) und Niederstotzingen (ab 1605), † 1628, ⚭ Margaretha von Westernach (Erbin der Herrschaft Bächingen)
1. Eitel Heinrich Freiherr vom Stain, Oberamtmann zu Hohentrüdingen, † 1624, ⚭ Magdalena Marschall von Pappenheim
1. Leopold David Freiherr vom Stain, † 1640
2. Heinrich Wilhelm Freiherr vom Stain, † 1642
3. Veit Ludwig Freiherr vom Stain, † 1650
4. Anna Maria Freiin vom Stain, * 1623, † 1645, ⚭ Jakob Friedrich von Buwinghausen, zu Zavelstein
2. David Freiherr vom Stain, zu Niederstotzingen, † 1656, ⚭ 1. Anna von Plieningen, 2. Maria Helena Freiin von Welz
1. Friedrich Adam Freiherr vom Stain(aus 1. Ehe), zu Niederstotzingen, * 1630, † 1681, ⚭ Maria Magdalena Ungelter von Deisenhausen
Johann Friedrich Jakob Freiherr vom Stain, zu Niederstotzingen, * 1667, † 1692
2. David Freiherr vom Stain (aus 2. Ehe), zu Niederstotzingen, * 1649, † 1681, ⚭ Maria Lucia von Hallweil
1. Friedrich Ludwig Freiherr vom Stain, * 1677, ⚭ 1. Anna Margaretha von Bärenfels, 2. Maria Susanna Freiin von Closen
2. Maria Christina Freiin vom Stain, * 1678, † 1758, ⚭ Eberhard Heinrich Freiherr von Göllnitz
3. Friedrich Freiherr vom Stain, zu Bächingen, * 1599, † 1653, ⚭ 1. Anna Regina Freiin von Knöringen, 2. Anna Barbara von und zu Mentzingen
1. Anna Barbara Freiin vom Stain (aus 1. Ehe), ⚭ Ernst Friedrich Leutrum von Ertingen, zu Nippenburg und Liebeneck
2. Karl Ludwig Freiherr vom Stain (aus 1. Ehe), zu Niederstotzingen und Riedhausen, * 1632, † 1708, ⚭ Maria Franziska Freiin von Riedheim
1. Karl Leopold Freiherr vom Stain, zu Niederstotzingen, * 1667, † 1733, ⚭ Maria Luisa Freiin von Bernerdin
2. Ferdinand Heinrich Freiherr vom Stain, zu Niederstotzingen, * 1682, † 1733, ⚭ Anna Desirée Gräfin von Watteville
1. Karl Leopold Graf vom Stain, zu Niederstotzingen und Riedhausen, * 1729, † 1809, ⚭ Charlotte Philippine Herzogin von Ursel
2. Maria Philippina Freiin vom Stain, * 1730, † 1758, ⚭ Charles Florent Joseph Graf von Maldeghem
3. Charlotta Anna Desirée Sophia Freiin vom Stain, Stiftsdame
4. Theresia Antonia Freiin vom Stain, Stiftsdame zu Oberstenfeld
3. Wolfgang Ludwig Freiherr vom Stain (aus 2. Ehe), zu Bächingen und Buttenhausen, * 1640, † 1722, ⚭ Eva Magdalena Zobel von Giebelstadt
1. Sophia Charlotta Freiin vom Stain, * 1690, ⚭ Ludwig Christoph Freiherr von Vohenstein, zu Adelmannsfelden (Großeltern der Herzogin Franziska von Württemberg)
2. Friedrich Karl Freiherr vom Stain, zu Bächingen, * 1692, † 1753, ⚭ Regina Katharina Freiin von Münchingen
1. Friedrich Karl Heinrich Freiherr vom Stain, zu Bächingen, * 1726, † 1800
2. Johann Alexander Freiherr vom Stain, zu Bächingen, * 1728, † 1782
3. Maria Ernestina Freiin vom Stain, * 1695, ⚭ Karl Freiherr von Schmidberg, zu Lehrensteinsfeld
4. Wilhelm Ludwig Freiherr vom Stain, zu Bächingen, * 1696, † 1747
5. Juliana Johanna Freiin vom Stain, * 1698, ⚭ Johann Friedrich Freiherr von Racknitz, zu Haunsheim
6. Franziska Friederika Freiin vom Stain, * 1700, ⚭ Johann Wilhelm Gottfried Freiherr von Seckendorff-Gutend, zu Obernzenn und Meuselwitz
4. Eitel Bernhard Freiherr vom Stain (aus 2. Ehe), zu Bächingen, * 1643, † 1680
5. Christian Friedrich Freiherr vom Stain (aus 2. Ehe), zu Niederstotzingen, * 1649, † 1700, ⚭ 1. Anna Justina Hofer von Lobenstein, 2. Maria Salome von Heßberg
1. Juliana Friederika Freiin vom Stain, ⚭ Albrecht Heinrich Schertlin von Burtenbach, zu Burtenbach
2. Heinrich Ludwig Freiherr vom Stain, zu Niederstotzingen, * 1689, † 1751, ⚭ 1. Juliana Sophia Charlotta von Gaisberg, 2. Eva Luisa Charlotta von Thüngen
1. Luisa Friederika Freiin vom Stain (aus 1. Ehe), * 1715
2. Johann Friedrich Ludwig Freiherr vom Stain (aus 1. Ehe), zu Niederstotzingen, * 1717, ⚭ Luisa Charlotta von Herwarth
1. Maria Henriette Charlotta Freiin vom Stain
2. Johanna Philippina Luisa Freiin vom Stain
3. Karolina Ernestina Freiin vom Stain
3. Karl Wilhelm Ludwig Freiherr vom Stain (aus 1. Ehe), zu Niederstotzingen, * 1719, † 1777, ⚭ Franziska Henriette Maria Freiin von Racknitz
1. Heinrich Karl Friedrich Freiherr vom Stain, zu Niederstotzingen, † 1799, ⚭ Nanette Franziska Tänzel von Tratzberg
2. Charlotta Freiin vom Stain, ⚭ von Welling
3. Henriette Luisa Charlotta Freiin vom Stain, † 1796, ⚭ Johann Philipp Heinrich Rabus
6. Sophia Maria Freiin vom Stain (aus 2. Ehe), * 1652, ⚭ Reinhold Freiherr von Schmidberg, zu Lehrensteinsfeld
2. Johann Heinrich vom Stain, zu Bergenweiler, † 1617, ⚭ Elisabeth von Wittstatt
Heinrich vom Stain, zu Bergenweiler und Trendel, gen. 1617–1637, ⚭ Euphrosina Elisabeth Schertlin von Burtenbach
3. Buppelin vom Stain, zu Emerkingen, gen. 1526–1587
4. Heinrich vom Stain, † 1605, zu Niederstotzingen, Emerkingen, Bergenweiler und Bühl
5. Andreas vom Stain, * 1532, Domherr zu Regensburg und Konstanz
6. Eberhard vom Stain, Benediktiner, Fürstabt von Kempten (1571–1584)
2. Friedrich vom Stain, gen. 1449–1468, Johanniter zu Rhodos und Weißensee
3. Buppelin vom Stain, gen. 1449–1500, zu Konzenberg und Niederstotzingen, ⚭ Felizitas von Argen
1. Jakob vom Stain, † 1525, zu Niederstotzingen
2. Georg vom Stain, gen. 1474–1490, Pfleger zu Kelheim, ⚭ Ursula von Ahelfingen
Buppelin vom Stain, gen. 1500–1521
2. Anna vom Stain, ⚭ Erasmus Marschall von Biberbach
3. Berchtold vom Stain, zu Emerkingen, gen. 1415–1428
Siegmund vom Stain, zu Emerkingen und Pflummern, gen. 1438–1463, ⚭ Margaretha von Rechberg